# Indosylvirana sreeni
Espèce
Synonymes
- Hylarana sreeni Biju, Garg, Mahony, Wijayathilaka, Senevirathne & Meegaskumbura, 2014

Indosylvirana sreeni est une espèce d'amphibiens de la famille des Ranidae.

## Répartition
Cette espèce est endémique d'Inde. Elle se rencontre au Kerala et au Tamil Nadu entre 100 et 1 500 m dans les Ghâts occidentaux et orientaux.

## Description
Les mâles mesurent de 44 à 52,4 mm et les femelles de 64,8 à 80,1 mm.

## Étymologie
Cette espèce est nommée en l'honneur de K. V. Sreenivasan.

## Publication originale
- (en) Biju, Garg, Mahony, Wijayathilaka, Senevirathne & Meegaskumbura, 2014 : DNA barcoding, phylogeny and systematics of Golden-backed frogs (Hylarana, Ranidae) of the Western Ghats-Sri Lanka biodiversity hotspot, with the description of seven new species. Contributions to Zoology, vol. 83, no 4, p. 269–335 (texte intégral).